# Bactrocera alyxiae
Bactrocera alyxiae
 es una especie de díptero que May describió por primera vez en 1953. Bactrocera alyxiae pertenece al género Bactrocera de la familia Tephritidae.